# برژانی
شهر برژانی (به روسی: Бережани) در استان ترنوپیل در کشور اوکراین واقع شده‌است. جمعیت این شهر ۱۷٬۶۱۷ نفر  است.